# مسجد نور
مسجد نور نام مسجد کوچکی با دیواره‌های سنگی و گلی در حدود ۳ کیلومتری جنوب روستای بزد است. مسجد نور اولین مسجدی است که توسط شیخ احمد جام در دامنه کوه بزد ساخته شده و در این مکان به ریاضت و عبادت پرداخته‌است.این مسجد اگر چه ارزش معماری چندانی ندارد اما مکانی بوده که در نزد شیخ احمد جام از اهمیت و اعتبار خاصی برخوردار بوده‌است. این اثر معماری بازیربنایی محدود دارای پوشش مسقف با استفاده از تیرهای چوبی است. رویه دیوار گچ اندود بوده و فاقد هر گونه تزئین است. در گوشه ای از بنا حفره‌ای با در کوچک تعبیه شده که آن را چله خانه شیخ می‌دانند و به فاصله ۲۰۰ متری ضلع جنوبی مسجد چشمه جوشانی به نام (نور) واقع است که آب آن وارد حوض زیبای سر پوشیده‌ای می‌شود و به احتمال بسیار سقاوه مسجد نور بوده اما اکنون به صورت نیمه ویران است. این اثر در تاریخ ۱۶ اسفند ۱۳۸۴ با شمارهٔ ثبت ۱۴۳۷۷ به‌عنوان یکی از آثار ملی ایران به ثبت رسیده است.